# Adrien de Gerlache de Gomery
Adrien de Gerlache de Gomery   (Hasselt, 2 d'agost de 1866 - àrea metropolitana de Brussel·les, 4 de desembre de 1934) va ser un oficial belga de la Marina Reial Belga que va dirigir l'Expedició Antàrtica Belga de 1897–1899.

## Biografia
Nascut a Hasselt, a l'est de Bèlgica i fill d'un oficial de l'exèrcit, de Gerlache es va educar a Brussel·les . De jove ja es va sentir atret pel mar i va fer tres viatges el 1883 i el 1884 als Estats Units com a grumet en un transatlàntic. Va estudiar enginyeria a la Universitat Lliure de Brussel·les . El 1885, després d'acabar el tercer any, va deixar la universitat i el 19 de gener de 1886 es va unir a la Marina Belga.
Després de graduar-se a l'escola nàutica d'Ostende, va treballar en vaixells de vigilància pesquera com a sotstinent i tercer tinent. L'octubre de 1887 va treballar com a mariner al Craigie Burn, un vaixell anglès, per a un viatge a San Francisco, però el vaixell no va aconseguir superar el cap d'Hornos i va ser venut com a ferralla a Montevideo. Va tornar a Europa després de passar una temporada a l'Uruguai i a l'Argentina. Després d'un viatge a Constantinoble i al Mar Negre, va treballar per a la Holland America Line com a quart oficial, abans d'obtenir un nomenament com a tinent a la Marina Belga. Fins al juliol de 1894 va ser oficial als ferris d'Ostende a Dover, mentre cursava per capità, cosa que esdevingué el 22 d'agost de 1894.
Frustrat per la feina monòtona a bord dels ferris d'Ostende a Dover, de Gerlache va oferir els seus serveis al rei Leopold II de Bèlgica i a l'aventurer gal·lès-americà Henry Morton Stanley, per participar a una expedició al Congo, però l'oferta va ser rebutjada. Una carta a l'explorador polar Otto Nordenskiöld tampoc no va rebre resposta. Finalment va començar a planificar i promoure la seva pròpia expedició antàrtica, proposant el seu pla el 1894 a la Societat Reial Geogràfica Belga.

## Primera expedició
El 1896, de Gerlache va comprar un vaixell balener (el Pàtria) de construcció noruega i el va reformar profundament. El va rebatejar com a Bèlgica per a l'expedició. Amb una tripulació multinacional que incloïa a Roald Amundsen, Frederick Cook, Antoni Bolesław Dobrowolski, Henryk Arctowski i Emil Racoviță, va salpar d'Anvers el 16 d'agost de 1897.
El Bèlgica va arribar a la costa de la Terra de Graham, a la península Antàrtica, el gener de 1898. Navegant entre la costa de la Terra de Graham i un conjunt d'illes a l'oest, de Gerlache va anomenar el passatge com l'Estret de Bèlgica. Aquest estret va ser posteriorment rebatejat com a l'Estret de Gerlache en honor seu. Va realitzar uns 20 desembarcaments on va cartografiar i anomenar diverses illes, posteriorment van creuar el cercle polar antàrtic el 15 de febrer de 1898.

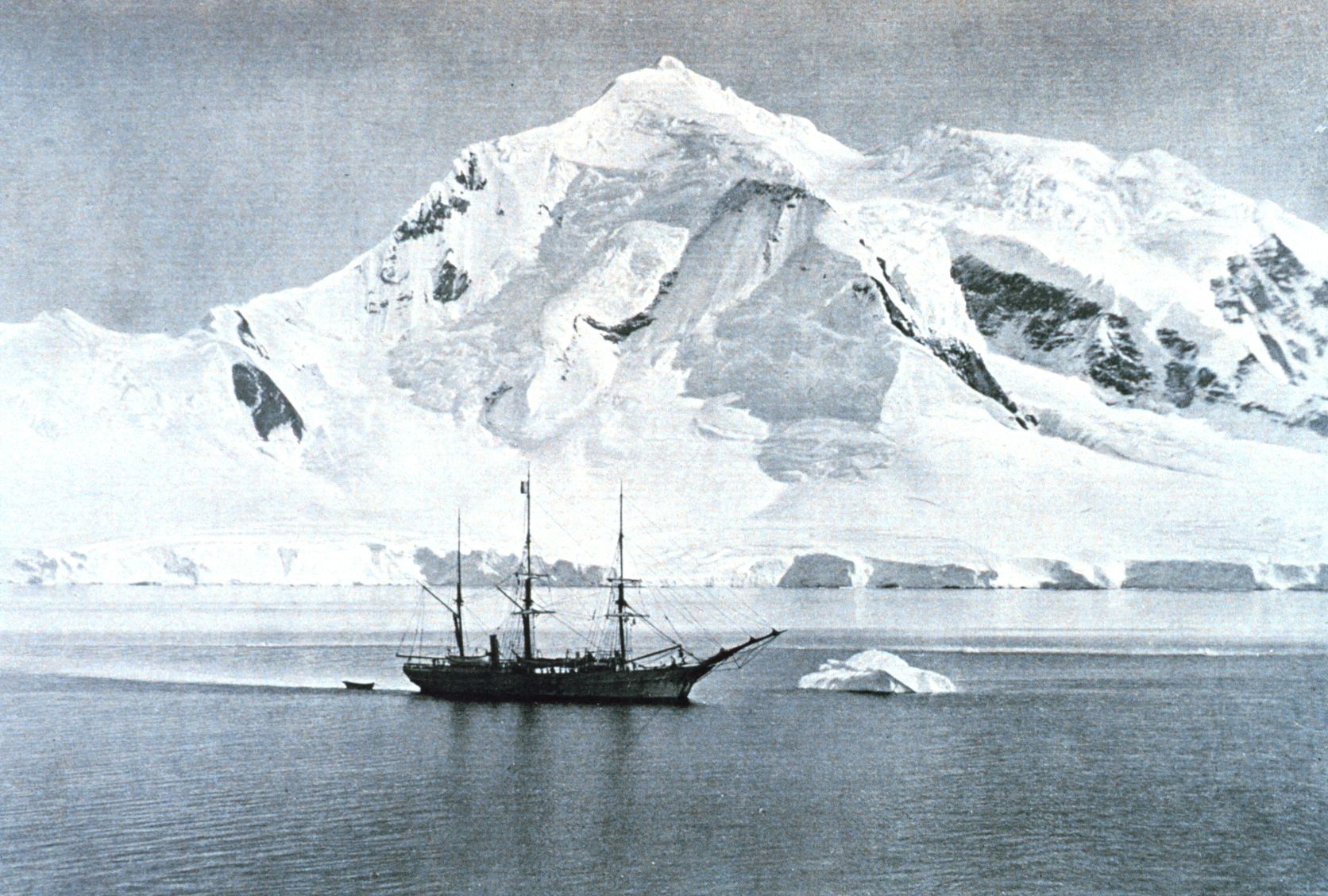
El Bèlgica va fondejar prop del mont William, a l'illa d'Anvers.

El 28 de febrer de 1898, l'expedició va quedar atrapada al gel del mar de Bellinghausen, prop de l'illa de Pere I. Malgrat els esforços de la tripulació, aviat es va fer evident que es veurien obligats a hivernar a l'Antàrtida La foscor total va arribar el 17 de maig, i va durar fins al 23 de juliol. Després van necessitar set mesos més per alliberar el vaixell del gel. Diversos homes van embogir, inclòs un mariner belga que va abandonar el vaixell "anunciant que tornava a Bèlgica" . El grup també va patir de casos d'escorbut.
El 15 de febrer de 1899, el vaixell va poder avançar una mica per un canal que la tripulació havia obert. Van trigar gairebé un altre mes per recórrer només 7 milles, però el 14 de març van aconseguir alliberar-se del gel. L'expedició va tornar a Anvers el 5 de novembre de 1899. El 1902, el llibre de De Gerlache Quinze Mois dans l'Antarctique («Quinze mesos a l'Antàrtida»), publicat el 1901, va ser guardonat amb un premi per l'Acadèmia Francesa.
Els fongs recol·lectats durant l'expedició van ser posteriorment ressenyats en un article publicat el 1905 per Marietta Hanson Rousseau i Elisa Caroline Bommer.
De Gerlache va participar en altres expedicions diverses, on destaquen:
- una expedició comercial i científica al Golf Pèrsic el 1901
- La primera expedició antàrtica (1903-1905) de Jean-Baptiste Charcot . De Gerlache va iniciar aquest viatge però va tornar a Bèlgica quan el vaixell va arribar a Madeira[8]
- expedició al mar de Groenlàndia a bord del Bèlgica (1905)
- expedició al mar de Barentsz i al mar de Kara (1907)
- expedició a Groenlàndia, Spitsbergen i l'arxipèlag de Franz Jozef a bord del Belgica (1909)

Gerlache fou soci i assessor del constructor naval Lars Christensen. A l'acabament del projecte, per problemes econòmics la propietat del buc Polaris passà a Christensen, que el va vendre a l'explorador Ernest Shackleton. Aquest va canviar el nom del vaixell a Endurance.
El 1904 es va casar amb Suzanne Poulet amb qui va tenir dos fills: Philippe (nascut el 1906) i Marie-Louise (nascuda el 1908). Després del divorci, el 1913, de Gerlache es va tornar a casar amb la sueca Elisabeth Höjer amb qui va tenir un altre fill, l'explorador Gaston de Gerlache (nascut el 1919). A la dècada del 1950, Gaston va seguir els passos del seu pare, participant en una base de recerca belga a l'Antàrtida.
Adrien de Gerlache va morir als 68 anys a Brussel·les el 1934, de febre paratifoide.
Diversos indrets geogràfics duen el seu nom en record seu,  sobretot a l'Antàrtida: el cap Gerlache, el mont Gerlache, l'entrada de Gerlache, l'illa Gerlache, l'estret de Gerlache i les muntanyes submarines de Gerlache. També hi ha el Pic de Gerlache a Groenlàndia i el cràter de Gerlache, prop del pol sud lunar. Un dels molls d'Anvers es diu De Gerlachekaai.